# Deslocamento
Em física, o deslocamento de um corpo é uma grandeza vetorial (possui módulo, direção e sentido) definida como a variação de posição de um corpo em um dado intervalo de tempo. Dessa forma, o vetor deslocamento pode ser obtido pela diferença entre as posições final e inicial.

## Vetor deslocamento
O deslocamento é independente da trajetória e seu módulo representa a menor distância entre o ponto inicial e final de um corpo em movimento; pode ser expresso na forma vetorial ou em módulo. (Os respectivos símbolos são {\displaystyle \Delta {\vec {s}}} e {\displaystyle \Delta {\mbox{s}}}).
No espaço cartesiano, o vetor deslocamento une o ponto de partida ao ponto de chegada. Para a determinação do deslocamento escalar pode ser necessário utilizar o cálculo.
Na figura abaixo, o móvel deslocou-se de s0 a s1, portanto, {\displaystyle \Delta {\mbox{s}}={\mbox{s}}_{1}-{\mbox{s}}_{0}}.

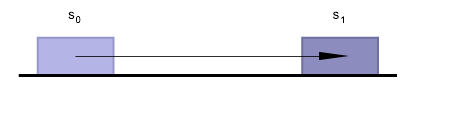
Deslocamento entre espaços s_{0} e s_{1}

Considerando certo intervalo de tempo, pode haver duas possibilidades de o deslocamento reduzir-se a zero: (1) o objeto em estudo permaneceu parado ou (2) o objeto moveu-se e retornou para a posição inicial. Deste exemplo, conclui-se que o deslocamento espacial não pode ser tomado sempre como o espaço total percorrido pelo móvel, mas sim como a variação do espaço percorrida em certo intervalo de tempo.
Consideramos um ponto ocupando um instante , denominado {\displaystyle t_{1}}, a Posição {\displaystyle P_{1}} cujo espaço chamamos de {\displaystyle S_{1}}. Em um instante posterior {\displaystyle t_{2}} o ponto ocupa a posição {\displaystyle P_{2}} do espaço. Entre essas posições, a variação do espaço escrevemos assim:
{\displaystyle \Delta s=S_{2}-S_{1}}
O vetor {\displaystyle {\vec {d}}} representado pelo ponto de origem {\displaystyle P_{1}} , e seu ponto de extremidade {\displaystyle P_{2}} recebe a nomenclatura de vetor deslocamento dos instantes 
{\displaystyle P_{1}} e {\displaystyle P_{2}}.
Em uma situação de ilustração, em que a trajetória é curvilínea , o módulo do vetor de deslocamento é menor do que o módulo da variação do espaço. {\displaystyle (|{\vec {d}}|<|\Delta S|)}
Em uma situação de uma trajetória ser retilínea, o módulo do vetor deslocamento é igual ao módulo da variação do espaço {\displaystyle (|{\vec {d}}|=|\Delta S|)} .

## Velocidade vetorial média
A velocidade vetorial média {\displaystyle {\vec {v}}_{m}} é o quociente entre o vetor deslocamento e o correspondente intervalo de tempo, representado por {\displaystyle \Delta t}:
{\displaystyle {\vec {v}}_{m}={\frac {\vec {d}}{\Delta t}}}
Onde a velocidade vetorial média possui a mesma direção e sentido do vetor de deslocamento (d). Seu módulo é representado por:
{\displaystyle |{\vec {v}}_{m}|={\frac {\vec {|d|}}{\Delta t}}}
Portanto, em trajetórias curvilíneas, temos {\displaystyle (|{\vec {d}}|<|\Delta S|)} e por conseguinte {\displaystyle |{\vec {v}}_{m}|<|v_{m}|} e para trajetórias em movimento retilíneo, 
temos:
{\displaystyle |{\vec {v}}_{m}|=|v_{m}|} porque {\displaystyle |{\vec {d}}|=|\Delta S|}.

## Aceleração vetorial média
Nos movimentos variados, define-se a aceleração escalar como sendo o quociente entre a variação da velocidade escalar {\displaystyle (\Delta v=v_{2}-v_{1})} pelo intervalo de tempo correspondente {\displaystyle (\Delta t=t_{2}-t_{1})}.
De um modo análogo, podemos caracterizar a aceleração vetorial média {\displaystyle {\vec {a}}_{m}} sendo {\displaystyle v_{1}} a velocidade vetorial de um ponto no instante {\displaystyle t_{1}} e  {\displaystyle v_{2}} a velocidade posterior no instante {\displaystyle t_{2}}. Calcula-se a aceleração vetorial média por:
{\displaystyle {\vec {a}}_{m}={\frac {\Delta {\vec {v}}}{\Delta t}}={\frac {{\vec {v}}_{2}-{\vec {v}}_{1}}{t_{2}-t_{1}}}}

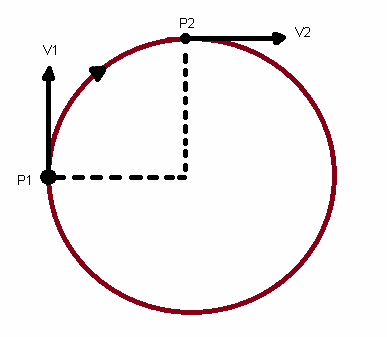
Representação de vetores tangentes a uma trajetória

Exemplificando, uma partícula passando pelo ponto {\displaystyle P_{1}}, no instante {\displaystyle t_{1}}, com velocidade {\displaystyle {\vec {v}}_{1}} e, no instante {\displaystyle t_{2}} chega no ponto {\displaystyle P_{2}} com velocidade {\displaystyle {\vec {v}}_{2}} assim: {\displaystyle |{\vec {v}}_{1}|=|{\vec {v}}_{2}|=v}.
Observamos que {\displaystyle {\vec {v}}_{1}} e {\displaystyle {\vec {v}}_{2}} são tangentes à trajetória dos pontos {\displaystyle P_{1}} e {\displaystyle P_{2}} e os mesmos têm o sentido do movimento.
Ou seja:
{\displaystyle |\Delta {\vec {v}}|^{2}=v^{2}+v^{2}\Rightarrow |\Delta {\vec {v}}|=v\cdot {\sqrt {2}}}
Conclui-se: 
{\displaystyle |{\vec {a}}_{m}|={\frac {\Delta {\vec {v}}}{\Delta t}}={\frac {v{\sqrt {2}}}{\Delta t}}}

## Aceleração vetorial instantânea
Entende-se como, aceleração vetorial instantânea {\displaystyle {\vec {a}}}, sendo uma aceleração vetorial média, quando o intervalo de tempo {\displaystyle \Delta t} é muito pequeno. Havendo sempre variação de velocidade vetorial {\displaystyle {\vec {v}}}, também vai haver a aceleração vetorial.
A velocidade vetorial pode variar no módulo e na direção. Portanto a aceleração vetorial é bipartida em: aceleração tangencial {\displaystyle ({\vec {a}}_{t})}, estando relacionada com a variação do módulo de {\displaystyle {\vec {v}}}, e a aceleração centrípeta {\displaystyle ({\vec {a}}_{cp})}, que está relacionada com a  variação da direção da velocidade vetorial.

## Aceleração tangencial
A aceleração tangencial {\displaystyle {\vec {a}}_{t}} se dá através de diversas características como:
- A direção é tangente à trajetória;
- O sentido é o mesmo da velocidade vetorial, se o movimento for acelerado, ou oposto ao de {\displaystyle {\vec {v}}} se o movimento for desacelerado.  Em movimentos uniformes, o módulo da velocidade vetorial não varia e, por conseguinte, a aceleração tangencial é 0. A {\displaystyle {\vec {a}}_{t}} só existe em movimentos variados e é independente do tipo de trajetória (retilínea ou curvilínea).

## Aceleração centrípeta
A aceleração centrípeta {\displaystyle ({\vec {a}}_{cp})} tem as seguintes características:
- O seu módulo é dado pela expressão {\displaystyle |{\vec {a}}_{cp}|={\frac {v^{2}}{R}}}, em que v é a velocidade escalar do móvel e R é o raio da curvatura da trajetória.
- A direção é perpendicular à velocidade vetorial {\displaystyle {\vec {v}}} em cada ponto da trajetória.
- O sentido orienta-se para o centro da curvatura de uma trajetória.
Em movimentos retilíneos, a direção da velocidade vetorial não varia e a aceleração centrípeta é 0. Esta, só existe em movimentos de trajetórias curvas e é independente do tipo de movimento aplicado (uniforme ou variado).

## Aceleração vetorial
A aceleração vetorial é o resultado da soma da aceleração centrípeta com a tangencial. Onde sua expressão é representada por:
{\displaystyle {\vec {a}}={\vec {a}}_{t}+{\vec {a}}_{cp}}
No módulo:{\displaystyle |{\vec {a}}|^{2}=|{\vec {a}}_{t}|^{2}+|{\vec {a}}_{cp}|^{2}}
onde {\displaystyle {\vec {a}}} está relacionada com a variação da velocidade vetorial {\displaystyle {\vec {v}}}

## Relação entre deslocamento e velocidade média
Sabemos que a velocidade média {\displaystyle {\vec {v}}} é a relação entre o deslocamento ({\displaystyle \Delta {\vec {s}}}), e o intervalo de tempo empregado para realizá-lo ({\displaystyle \Delta t}). 
{\displaystyle {\vec {v}}={\frac {\Delta {\vec {s}}}{\Delta t}}\quad \Rightarrow \quad \Delta t\cdot {\vec {v}}={\frac {\Delta {\vec {s}}}{\Delta t}}\cdot {\Delta t}\quad \Rightarrow \quad \Delta t\cdot {\vec {v}}=\Delta {\vec {s}}}